# Sarwar
Sarwar è una suddivisione dell'India, classificata come municipality, di 16.194 abitanti, situata nel distretto di Ajmer, nello stato federato del Rajasthan. In base al numero di abitanti la città rientra nella classe IV (da 10.000 a 19.999 persone).

## Geografia fisica
La città è situata a 26° 05' 08 N e 75° 01' 33 E.

## Società

### Evoluzione demografica
Al censimento del 2001 la popolazione di Sarwar assommava a 16.194 persone, delle quali 8.355 maschi e 7.839 femmine. I bambini di età inferiore o uguale ai sei anni assommavano a 3.042, dei quali 1.565 maschi e 1.477 femmine. Infine, coloro che erano in grado di saper almeno leggere e scrivere erano 7.602, dei quali 5.069 maschi e 2.533 femmine.